# Alfa Romeo Tipo 312
Der Alfa Romeo Tipo 312, auch als 312 und 12C-312 bekannt, war ein 3-Liter-Formel-Rennwagen, der von Gioacchino Colombo entworfen, und von Alfa Romeo in der Grand-Prix-Saison 1938 eingesetzt wurde. Er ersetzte den relativ erfolglosen 12C-37. Die Fahrer waren Raymond Sommer, Giuseppe Farina, Eugenio Siena, Clemente Biondetti, Carlo Maria Pintacuda, Jean-Pierre Wimille, Gianfranco Comotti, Piero Taruffi und Pietro Ghersi.

## Hintergrund
Nachdem die sogenannte 750-kg-Formel der Jahre 1934 bis 1937 ihr gestecktes Ziel nicht erfüllen konnte, wurde ein neues, hubraumbasiertes Reglement entworfen, das Alfa Romeo zwang ein neues Fahrzeug zu entwickeln.

## Entwicklung
1938 nahm Alfa Romeo mit drei verschiedenen Fahrzeugen an Grands Prix der für dieses Jahr neu eingeführten „3-Liter-Formel“ teil: Dem Tipo 308 (3 Liter, 8-Zylinder-Reihenmotor), dem Tipo 312 (3 Liter Hubraum, V12-Motor) und dem Tipo 316 (3 Liter Hubraum, V16-Motor).
Der 312 basierte auf dem 12C-37, wahrscheinlich unter Verwendung der alten Rahmen. Es gelang die Straßenlage erheblich zu verbessern, sodass er leichter zu kontrollieren war als sein Vorgänger. Der 312 hatte einen längs eingebauten 60°-V12-Frontmotor mit 2995 cm³ Hubraum. Dieser Motor wurde durch zwei Roots-Kompressoren aufgeladen und leistete 320 PS (239 kW) bei 6500/min. Der Motor dieses Modells war zwar leistungsstärker als der des Tipo 308, aber das reichte noch nicht aus, um das Auto speziell gegenüber den deutschen Mitbewerbern Mercedes-Benz W 154 und dem Auto Union Typ D konkurrenzfähiger zu machen.

## Rennhistorie
Der Tipo 312 kam bei sechs großen Rennen zum Einsatz: beim Tripolis-Grand-Prix (mit Giuseppe Farina, Eugenio Siena und Raymond Sommer), beim Großen Preis von Deutschland (Farina und Clemente Biondetti), der Coppa Ciano (Farina und Jean-Pierre Wimille), der Coppa Acerbo (Farina, Sommer und Biondetti), beim Grand Prix der Schweiz (Farina und Wimille) und beim Grand Prix von Italien (mit Wimille and Piero Taruffi).
Die Einsätze des Tipo 312 waren verhängnisvoll. Gleich beim ersten Einsatz im Grand Prix von Tripolis kam Eugenio Siena bei einem Unfall mit dem Tipo 312 ums Leben, als er auf Franco Corteses Maserati-6CM-Voiturette auffuhr und stark abbremsen musste. Er verlor die Kontrolle über seinen Wagen und raste in ein Haus. Im selben Rennen erlitt auch Giuseppe Farina auf dem zweiten Tipo 312 einen schweren Unfall: Er fuhr auf die Maserati-4CM-Voiturette von László Hartmann auf und verlor ebenfalls die Kontrolle über sein Fahrzeug. Beide Autos überschlugen sich mehrfach. Während Farina fast unverletzt blieb, starb Hartmann einen Tag später an seinen schweren Wirbelsäulenverletzungen. 1939 wurden die Tipo 308 und 316 zwar noch weiter verwendet, aber Alfa Romeo konzentrierte sich bereits mehr auf die Einsätze des Tipo 158 in der sogenannten Voiturette-Klasse.